# سامیت (واشینگتن)
سامیت (به انگلیسی: Summit) یک منطقهٔ مسکونی در ایالات متحده آمریکا است که در شهرستان پیرس، واشینگتن واقع شده‌است. سامیت ۱۳٫۴ کیلومتر مربع مساحت و ۸٬۰۴۱ نفر جمعیت دارد و ۱۴۵ متر بالاتر از سطح دریا واقع شده‌است.